# خوان کوینکوکس
خوان کوینکوکس (انگلیسی: Quincoces; ۲۶ ژانویهٔ ۱۹۳۳ – ۲۸ نوامبر ۲۰۰۲) بازیکن فوتبال اهل اسپانیا بود که در پست مدافع بازی می‌کرد.
او از سال ۱۹۵۷ تا ۱۹۵۹ هشت بازی برای تیم ملی فوتبال اسپانیا بازی کرده‌است.